# Eric Marcotte
Eric D. Marcotte (nascido em 8 de fevereiro de 1980, em Marquette) é um ciclista profissional estadunidense. Competiu nos Jogos Pan-Americanos de 2015.